# Sighommi
Sighommi è un singolo del gruppo musicale statunitense Smashing Pumpkins, pubblicato il 2 agosto 2024 come primo estratto dal tredicesimo album in studio Aghori Mhori Mei.
Scritta e prodotta da Billy Corgan, musicalmente "Sighommi" è caratterizzata da una produzione rock con un ritmo veloce, vivace e in aumento. Al momento della pubblicazione dell'album, i critici hanno ritenuto la canzone un potenziale singolo a causa del suo suono adatto alle radio tra le canzoni più pesanti dell'album.
"Sighommi" è stata pubblicata da Martha's Music nelle radio di rock alternativo e moderno statunitensi il 2 agosto 2024. Nella prima settimana di pubblicazione è stato il brano più aggiunto in questi formati. Dal punto di vista commerciale, il singolo ha raggiunto il quinto posto nella classifica Hot Hard Rock Songs.

## Produzione
Gli Smashing Pumpkins hanno iniziato a lavorare ad Aghori Mhori Mei sul finire del 2022, dopo che la produzione del dodicesimo album in studio della band Atum: A Rock Opera in Three Acts (2022–2023) era stata completata. L'album fu definito un "disco di chitarre rock and roll" da Corgan nel 2024.

## Accoglienza
Beats Per Minute ha recensito positivamente la canzone all'interno del giudizio sull'album, considerando il brano "pura euforia" e suggerendo che fosse "cromatico nella sua potenza in stile Deftones". Kerrang! ha lodato la canzone come "eccitante e rinvigorente" nella sua recensione dell'album. Sputnikmusic ha definito il singolo come adatto alle radio e ha lodato la voce di supporto di Katie Cole.

## Tracce
Testi e musiche di Billy Corgan.
1. Sighommi – 2:55

## Formazione
The Smashing Pumpkins
- Billy Corgan – voce, chitarra
- James Iha – chitarra
- Jimmy Chamberlin – batteria

Altri musicisti
- Katie Cole – seconda voce
- Howard Willing – mixing
- Andrew Scheps – mixing

## Classifiche
| Classifica (2024)                  | Pos. massima |
| ---------------------------------- | ------------ |
| Canada Rock (Billboard)            | 26           |
| US Alternative Airplay (Billboard) | 15           |
| US Hot Hard Rock Songs (Billboard) | 5            |
| US Mainstream Rock (Billboard)     | 22           |
| US Rock Airplay (Billboard)        | 15           |